# Tvåstrimmig bäcksalamander
Tvåstrimmig bäcksalamander  (Eurycea bislineata) är ett stjärtgroddjur i familjen lunglösa salamandrar som återfinns i Nordamerika.

## Utseende
Vuxna individer har en bred, beige, gul eller gröngul längsstrimma kantad i svart, från huvud till stjärt. Sidorna har samma färg som ryggen, ofta med ett fläckigt mönster, medan buken är rent gul. Under parningstiden utvecklar hanarna vitaktiga körtlar under ögonen och metallglänsande sådana på kinderna. Larverna har ett helt annat utseende, med grå eller bruna fläckar på gulaktig botten, en mörk, oregelbunden längsstrimma längs varje sida av ryggen och korta, rödbruna yttre gälar.  Den vuxna salamandern är mellan 6,5 och 12 cm lång. Honorna är påtagligt längre än hanarna.
Som alla salamandrar i familjen saknar den lungor, och andas i stället med huden och svalget, som har blodkärlsrika fåror för att underlätta syreupptaget.

## Utbredning
Den tvåstrimmiga bäcksalamandern finns i östra Nordamerika från östra Ontario och södra Québec (samt en isolerad population i södra Labrador) i Kanada söderut till Ohio, West Virginia och norra Virginia i USA.

## Vanor
Arten uppträder i bäckar med klippbotten, mindre rännilar och källor. Vid varmt väder kan arten även vistas på land, i fuktig skogsmiljö. Likt många ödlor kan salamandern bryta av svansen för att undkomma en fiende. Den har även körtlar som avsöndrar ett sekret som avskräcker många predatorer, dock inte alla; bland annat strumpebandssnokar förefaller oberörda av det.

### Föda
Den lever på ett stort urval av ryggradslösa djur, som skalbaggar, kackerlackor, tvåvingar, skinnbaggar, vattenlevande sländlarver, hoppstjärtar och daggmaskar. Själv utgör den byte för ett flertal större salamanderarter, rovfisk (öring), strumpebandssnokar, ugglor, blåskrikor, näbbmöss med flera arter.

### Fortplantning
Fortplantningen sker i vatten under vår till försommar. Efter en komplicerad parningslek där hanen bland annat omslingrar honan och nafsar på henne, avsätter hanen en spermatofor som honan tar upp med sin kloak. Efter leken lägger honan mellan 10 och 90 ägg, som hon stannar hos tills de kläcks efter 4 till 10 veckor. Arten blir könsmogen under första levnadsåret.

## Status
Den tvåstrimmiga bäcksalamandern betraktas som livskraftig ("LC"), populationen är stabil och inga egentliga hot har identifierats.